# Thioester

Structure générale d'un thioester

Les thioesters — aussi dénommés esters sulfuriques — sont des composés résultant de la condensation d'un sulfure avec un groupement acyle. La formule générale d'un thioester est R−C(=O)-S-R'. Ils sont le produit de l'estérification d'un acide carboxylique avec un thiol (et non avec un alcool comme dans les esters classiques).
Les thioesters sont avant tout connus par leur mauvaise odeur caractéristique. Christian de Duve leur attribue un rôle clé dans l'apparition de la vie.
En plus du thioester (S-thioester), les analogues sulfurés des esters (R−C(=O)-O-R') dans lesquels un atome d'oxygène ou les deux sont substitués par du soufre sont :
| Nom IUPAC                 | Formule      | Schéma      |
| ------------------------- | ------------ | ----------- |
| Thionoester (O-thioester) | R−C(=S)-O-R' | O-thioester |
| Dithioester               | R−C(=S)-S-R' | Dithioester |